# Всекитайское собрание народных представителей
Всекитайское собрание народных представителей (кит. упр. 全国人民代表大会, пиньинь Quánguó Rénmín Dàibiǎo Dàhuì, палл. Цюаньго жэньминь дайбяо дахуэй)，ВСНП (кит. упр. 全国人大, пиньинь Quánguó Réndà, палл. Цюаньго Жэньда) — высший законодательный орган (парламент) Китайской Народной Республики, согласно Конституции КНР — высший орган государственной власти страны. В состав ВСНП входят депутаты, избранные от провинций, автономных районов, городов центрального подчинения и вооружённых сил.
Депутаты ВСНП избираются на срок 5 лет. При чрезвычайных обстоятельствах, делающих невозможным проведение выборов, допускается отсрочка выборов депутатов ВСНП следующего созыва. Такое решение обретает силу в случае принятия большинством (не менее 2/3 голосов) всех членов Постоянного комитета ВСНП (ПК ВСНП) данного созыва. Срок полномочий депутатов ВСНП данного созыва в этом случае продлевается.

## Формирование
ВСНП формируется путем непрямых выборов — на уровне местных округов граждане избирают выборщиков, которые участвуют во втором этапе выборов на провинциальном уровне. Обычно выборы проходят в течение двух месяцев. В КНР, кроме 23 провинциальных избирательных округов, существуют приравненные к ним пять избирательных округов в автономных районах, четыре в городах центрального подчинения, по одному в специальных административных районах Гонконге (Сянган) и Макао (Аомэнь), а еще один избирательный округ закреплен за вооруженными силами. Также все национальные меньшинства (официально их 55) должны иметь по меньшей мере одного представителя в ВСНП. Основная часть депутатов представляет КПК, также есть депутаты от еще восьми так называемых демократических партий.

## Функции ВСНП
Основные функции ВСНП заключаются в следующем:
- Внесение изменений в Конституцию КНР и контроль за её исполнением.
- Принятие уголовного и гражданского кодексов КНР.
- Принятие законов о государственной структуре и иных основных законов и внесение в них изменений.
- Избрание и смещение Председателя КНР и его заместителя.
- Утверждение и смещение премьера Госсовета, его заместителей и членов Госсовета КНР, министров, председателей государственных комитетов, главного ревизора, начальника секретариата Госсовета КНР.
- Избрание и смещение председателя Центрального военного совета КНР и утверждение всех остальных членов ЦВС.
- Избрание и смещение председателя Верховного народного суда КНР.
- Избрание и смещение генерального прокурора Верховной народной прокуратуры КНР.
- Рассмотрение и утверждение плана социально-экономического развития КНР и отчёта о его выполнении.
- Рассмотрение и утверждение государственного бюджета КНР и отчёта о его исполнении.
- Утверждение образования провинций, автономных районов и городов центрального подчинения.
- Утверждение создания Особых административных районов и их режима.
- Решение вопросов войны и мира.
- Изменение или отмена утративших силу постановлений ПК ВСНП.
- Осуществление других функций, которые надлежит осуществлять высшему органу государственной власти.

## ПК ВСНП
Постоянно действующим органом ВСНП является его постоянный комитет (ПК ВСНП), ответственный и подотчётный ВСНП.
ПК ВСНП осуществляет функции высшего органа государственной власти и работает под контролем ВСНП в период между сессиями ВСНП.
В состав ПК ВСНП входят председатель, его заместители, начальник секретариата, избираемые и смещаемые ВСНП члены из числа депутатов ВСНП. Лица, входящие в ПК ВСНП, не могут состоять на службе в государственных административных органах, органах суда и прокуратуры.
ПК ВСНП обычно проводит заседание раз в 2 месяца. Работой ПК ВСНП руководит председатель ПК ВСНП, который и созывает заседания ПК ВСНП.
Председатель, заместители председателя и начальник секретариата образуют совет председателя, занимающийся важной текущей работой ПК ВСНП.
Председатель ПК ВСНП и его заместители не могут занимать свои посты более 2 сроков (1 срок = 5 лет).
Основные функции ПК ВСНП:
- Принятие законов и внесение в них изменений (за исключением законов, которые должны приниматься ВСНП). Внесение частичных изменений и дополнений в законы, принятые ВСНП.
- Толкование Конституции и законов, контроль за исполнением Конституции.
- Отмена административно-правовых актов, постановлений и распоряжений Госсовета КНР, противоречащих Конституции и законам.
- Отмена законоположений местного значения и решений органов государственной власти провинций, автономных районов и городов центрального подчинения, противоречащих Конституции, законам и административно-правовым актам.
- Осуществление контроля за работой Госсовета, ЦВС, Верховного народного суда и Верховной народной прокуратуры.
- Утверждение кандидатур министров, председателей государственных комитетов, главного ревизора и начальника секретариата Госсовета.
- Утверждение кандидатур заместителей председателя ЦВС и членов ЦВС.
- Назначение и смещение заместителей председателя и судей Верховного народного суда КНР, членов судебной коллегии Верховного народного суда председателя военного суда.
- Назначение и смещение заместителей генерального прокурора и прокуроров Верховной народной прокуратуры КНР, членов коллегии Верховной народной прокуратуры и главного прокурора военной прокуратуры.
- Утверждение назначений и смещение главных прокуроров народных прокуратур провинций, автономных районов и городов центрального подчинения.
- Вынесение решений о назначении и отзыве полномочных представителей в иностранных государствах.
- Рассмотрение и утверждение необходимых частичных поправок к плану социально-экономического развития КНР и государственному бюджету в ходе их выполнения.
- Вынесение решений о ратификации и денонсации договоров и важных соглашений, заключённых с иностранными государствами.
- Установление воинских званий, дипломатических рангов и иных специальных званий и рангов.
- Учреждение государственных орденов и награждение ими, введение государственных почётных званий и присвоение их.
- Принятие решений о помиловании.
- Принятие решения об объявлении войны в случае вооружённого нападения на КНР или при необходимости выполнения международных договорных обязательств по совместной обороне от агрессии.
- Принятие решения о всеобщей или частичной мобилизации в КНР.
- Принятие решения о введении военного положения во всей стране или в отдельных провинциях, автономных районах и городах центрального подчинения.
- Выполнение иных функций, возлагаемых на него ВСНП.

ПК ВСНП, как правило, созывает раз в год сессию ВСНП. До начала сессии депутаты образуют делегации по избирательным округам. Перед каждой сессией ВСНП проводится подготовительное заседание, в ходе которого избираются президиум и глава секретариата данной сессии, принимается повестка сессии. В период работы сессии ВСНП проводятся пленарные заседания с участием всех депутатов ВСНП и обсуждения по группам. Группу обычно составляют делегации от одной провинции, автономного района, города центрального подчинения или вооружённых сил. Президиум руководит пленарными заседаниями сессии и возлагает обязанности председателя заседаний поочерёдно на нескольких лиц.
Лица, входящие в состав Государственного совета (Госсовета) КНР, Центрального военного совета (ЦВС) КНР, председатель Верховного народного суда КНР, генеральный прокурор Верховной народной прокуратуры КНР присутствуют на сессиях ВСНП без права участия в голосовании. С разрешения президиума сессии на заседаниях сессии ВСНП также могут присутствовать ответственные лица других органов и организаций.
По решению президиума сессии на групповые обсуждения направляются законопроекты, представленные в ВСНП его депутатами, ПК ВСНП, специальными комиссиями ВСНП, Госсоветом КНР, ЦВС КНР, Верховным народным судом КНР, Верховной народной прокуратурой КНР. Эти законопроекты также рассматриваются специальными комиссиями ВСНП, которые готовят по ним доклады, представляемые в президиум сессии, где после обсуждения упомянутых докладов принимается решение о возможности либо невозможности представления законопроектов непосредственно на рассмотрение сессии для их принятия.
Голосование по решению депутатов может быть тайным либо открытым.
Сессии ВСНП и заседания ПК ВСНП проходят в Пекине, в Доме народных собраний на площади Тяньаньмэнь.

## Сессии
- Всекитайское собрание народных представителей I созыва
  - Первая сессия (15-28 сентября 1954 г.), вторая сессия (5-30 июля 1955 г.), третья сессия (15-30 июня 1956 г.), четвёртая сессия (20 июня — 15 июля 1957 г.), пятая сессия (25 января — 11 февраля 1958 г.)
- Всекитайское собрание народных представителей II созыва
  - Первая сессия (18-28 апреля 1959 г.), вторая сессия (29 марта — 10 апреля 1960 г.), третья сессия (22 марта — 16 апреля 1962 г.), четвёртая сессия (17 ноября — 3 декабря 1963 г.)
- Всекитайское собрание народных представителей III созыва
  - Первая сессия (21 декабря 1964 года — 4 января 1965 г.)
- Всекитайское собрание народных представителей IV созыва
  - Первая сессия (13-17 января 1975 г.)
- Всекитайское собрание народных представителей V созыва
  - Первая сессия (26 февраля — 5 марта 1978 г.), вторая сессия (18 июня — 1 июля 1979 г.), третья сессия (30 августа — 10 сентября 1980 г.), четвёртая сессия (30 ноября — 13 декабря 1981 г.), пятая сессия (26 ноября — 10 декабря 1982 г.)
- Всекитайское собрание народных представителей VI созыва
  - Первая сессия (6-21 июня 1983 г.), вторая сессия (15-31 мая 1984 г.), третья сессия (27 марта — 10 апреля 1985 г.), четвёртая сессия (25 марта — 12 апреля 1986 г.)
- Всекитайское собрание народных представителей XI созыва
  - Первая сессия (5-18 марта 2008 г.), четвёртая сессия (5-14 марта 2011 г.), пятая сессия (8-14 марта 2012 г.)
- Всекитайское собрание народных представителей XIV созыва
  - C 5 по 13 марта 2023 года в Пекине прошла сессия 14-го созыва Всекитайского собрания народных представителей, в ходе которой были определены основные направления политической, законодательной и экономической работы КНР на предстоящий год, а также избрано руководство страны на следующие пять лет.

#### «Две сессии»
C 3 по 13 марта 2023 в Пекине прошли «Две сессии»: Всекитайского собрания народных представителей и Народного политического консультативного совета Китая — высшего законодательного и высшего консультативного органов страны.

## Языки делопроизводства
Делопроизводство ведется на китайском языке. На сессиях ВСНП обеспечивается перевод письменных документов и выступлений на следующие языки национальных меньшинств — монгольский, тибетский, уйгурский, казахский, корейский, и, чжуанский.

## Представители национальных меньшинств в ВСНП
Доля депутатов — представителей национальных меньшинств — в ВСНП менялась в зависимости от созыва. В 1954 году к национальным меньшинствам принадлежали 178 депутатов (14,5 % ВСНП), в 1993 году — уже 554 депутата (18,6 % ВСНП). Затем численность депутатов от национальных меньшинств сократилась и в 2008 году их было только 411 (13,8 % ВСНП).

## Председатели ПК ВСНП
- Лю Шаоци (1954—1959), Председатель ПК ВСНП 1-го созыва;
- Чжу Дэ (1959—1976), Председатель ПК ВСНП 2-го, 3-го и 4-го созыва;
  - В июле 1976 — марте 1978 года должность была вакантна, обязанности коллективно исполняли заместители председателя (21 человек);
- Е Цзяньин (1978—1983), Председатель ПК ВСНП 5-го созыва;
- Пэн Чжэнь (1983—1988), Председатель ПК ВСНП 6-го созыва;
- Вань Ли (1988—1993), Председатель ПК ВСНП 7-го созыва;
- Цяо Ши (1993—1998), Председатель ПК ВСНП 8-го созыва;
- Ли Пэн (1998—2003), Председатель ПК ВСНП 9-го созыва;
- У Банго (2003—2013), Председатель ПК ВСНП 10-го и 11-го созыва;
- Чжан Дэцзян (2013—2018), Председатель ПК ВСНП 12-го созыва;
- Ли Чжаньшу (2018—2023), Председатель ПК ВСНП 13-го созыва.
- Чжао Лэцзи (2023 — н. в.), 14-й созыв

## Политические партии
- ПЕФКН
  - Коммунистическая партия Китая
  - Революционный комитет Гоминьдана
  - Общество 3 сентября
- Партии Гонконга
  - Демократический альянс за прогресс
  - Гонконгские профсоюзы
  - Новое столетие
  - Новая народная партия
  - Либеральная партия
- Политические партии Макао